# ベントハイム城 (ロイスダール)
『ベントハイム城』（ベントハイムじょう、蘭: Het kasteel Bentheim, 英: The Castle of Bentheim）は、オランダ黄金時代の画家ヤーコプ・ファン・ロイスダールが1653年に制作した風景画である。油彩。ドイツのニーダーザクセン州バート・ベントハイムにあるベントハイム城を描いた作品で、少なくとも12点知られている同主題の風景画の中でも特に有名な作品である。ファン・ロイスダールの代表作の1つ。ドイツ出身の実業家・慈善家アルフレッド・ベイトに所有されたことが知られている。現在はダブリンのアイルランド国立美術館に所蔵されている。また同時期に制作された別バージョンがアムステルダム国立美術館やマウリッツハイス美術館などに所蔵されている。

## 主題
ベントハイム城は現在のニーダーザクセン州バート・ベントハイムにあるゴシック様式の古城である。初めて歴史に登場するのは1050年であり、15世紀以降はベントハイムやシュタインフルトの伯爵や領主が5世紀にわたって所有した。城が建設された場所は中世以来、石材として有名なベントハイム砂岩（Bentheim Sandstone）の巨大な岩からなる丘であった。ベントハイム砂岩は広い地域に輸出され、アムステルダムの王宮や、アントウェルペンの聖母大聖堂をはじめとして、オーフス、ミュンスターなど、都市の政治的・宗教的に重要な建築物の建設に使用された。この石材はもちろんベントハイム城の建設にも使用されており、城を囲む厚さ5.5メートルの壁はベントハイム砂岩で建造されている。城のある丘の周囲にはいくつかの奇岩が見られるが、特に城の北西に隣接する林の中には悪魔の耳枕（Teufelsohrkissen）と呼ばれる巨岩があることで知られる。この岩に関する伝説はグリム兄弟によって収録されている。

## 作品

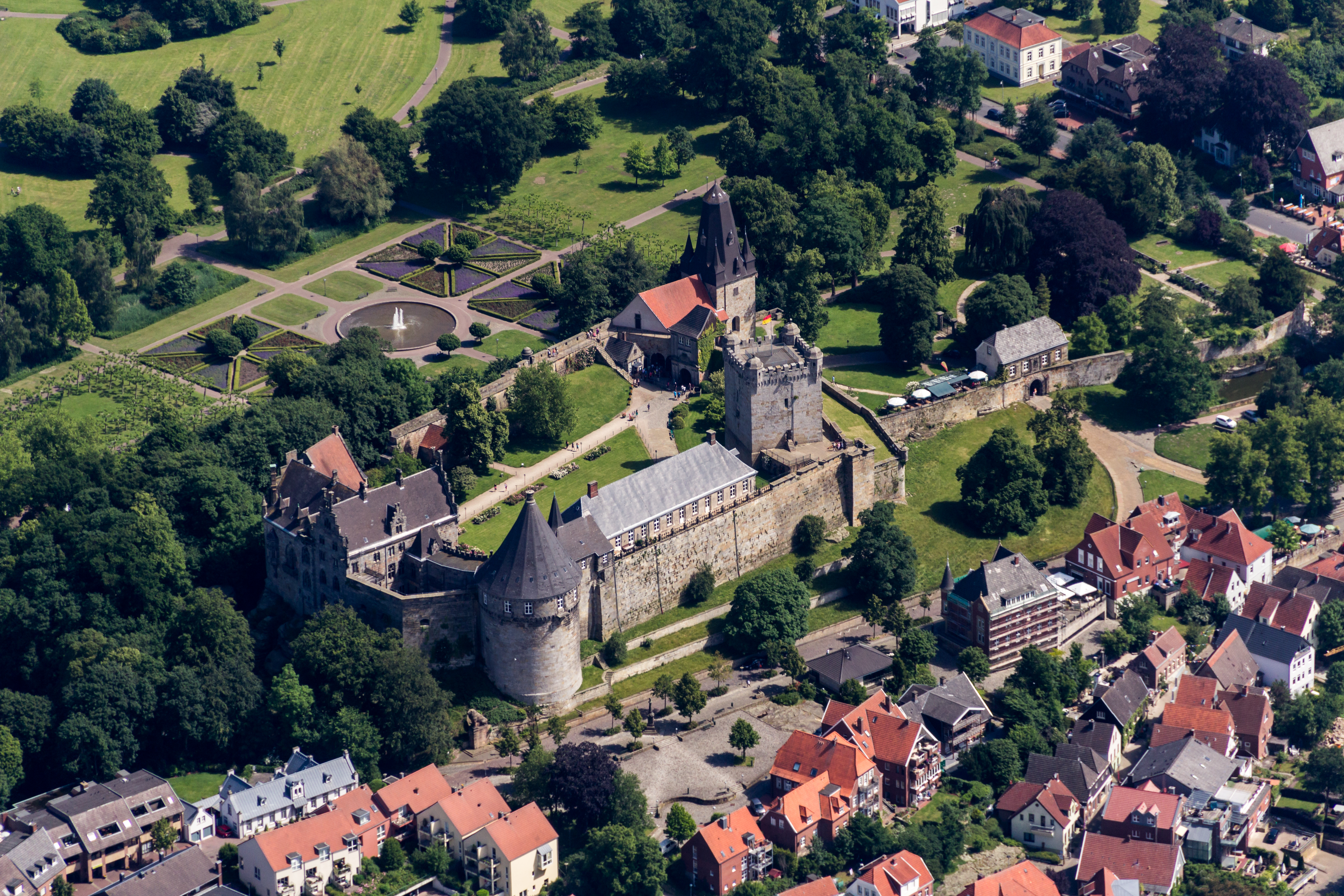
空から見たベントハイム城。

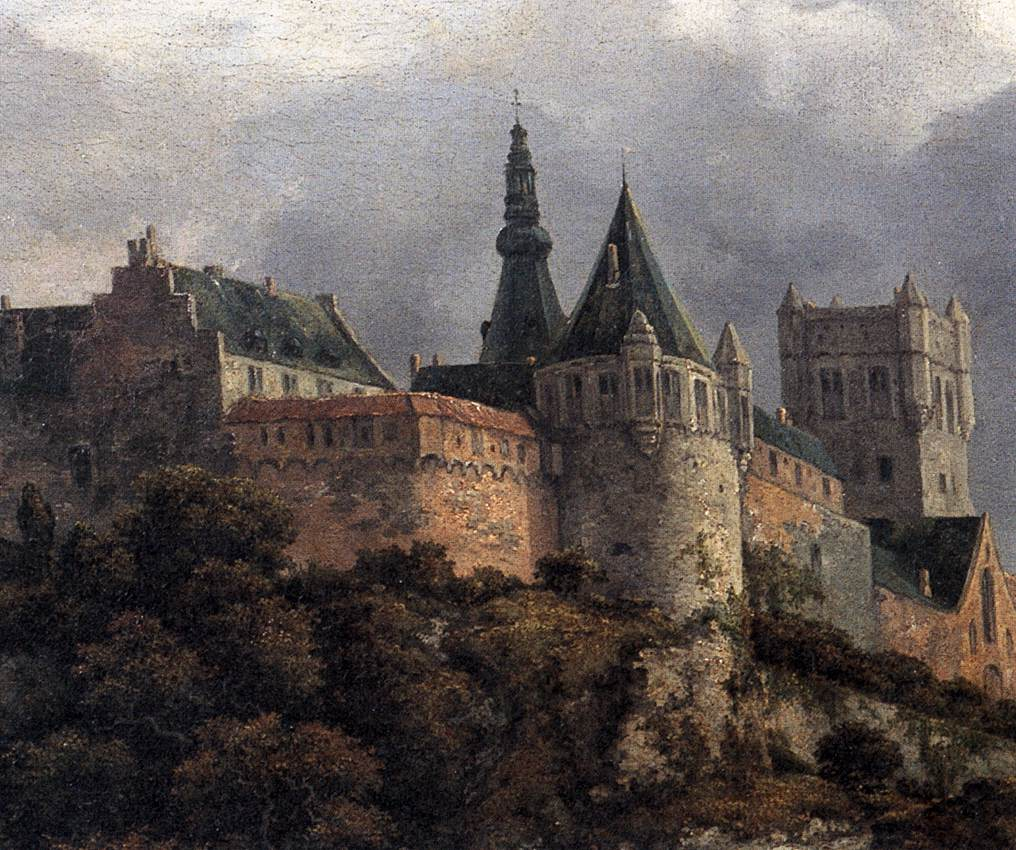
『ベントハイム城』のディテール。

オランダ黄金時代最大の風景画家ヤーコプ・ファン・ロイスダールは17世紀後半頃からそれまでのオランダの風景画とは異なる境地を開いていった。ヤン・ファン・ホーイェンや叔父サロモン・ファン・ロイスダールなどの画家が典型的なオランダの平地を描く中で、故郷のハールレムを離れて後背地を見て回り、農家やオークの林などを観察した。彼が友人の画家ニコラース・ベルヘムとともに当時ベントハイム城のあったヴェストファーレン地方に旅行したのはちょうどこの頃である。ファン・ロイスダールは1650年から1675年にかけてベントハイム城の景観を数多く描いており、画家が20代半ばのときに制作した本作品は、ベントハイム城の描写の中でも最も精巧かつ野心的なものであり、ファン・ロイスダールの代表作の1つと見なされている。
ファン・ロイスダールは岩山の上にあるベントハイム城を描いている。ベントハイム城は南西の方角から描かれており、左隣には悪魔の耳枕と呼ばれる巨岩の姿も見える。この岩はベントハイム城を北西の方角から描いたアムステルダム国立美術館やマウリッツハイス美術館のバージョンでは城の正面に位置している。山の中腹には民家が点在しており、城の立つ画面左を頂上として画面右へと向かってなだらかに下りたのち、画面奥の風車のある山へと連なっている。画面左右の前景には雑草で覆われた岩と切り倒された木があり、岩山と前景の間に川が流れている。空はファン・ロイスダールに典型的な曇天であり、画面に大きな動きの感覚を与えている。
ファン・ロイスダールの同時代の風景画は外光派のように屋外での写生によって描かれたものではなく、風景を構成する個々の要素は画家が屋外で写生したものを組み合わせて形作られた空想上のものであり、現実の風景として存在しているものはない。しかしそれによって風景画は画家の手によって理想化された姿を獲得している。本作品をはじめとするベントハイム城を描いた一連の絵画の場合も同様である。事実、ベントハイム城は丘の上に建設されたとはいえ、その高さは低く、絵画で描かれているような山城ではない。ファン・ロイスダールは低い丘を樹木が生い茂る山に拡大し、ベントハイム城に威厳のある位置を与えている。
ファン・ロイスダールの作品では人間性は常に自然の力に次ぐ存在である。本作品でも人影はほとんどなく、鑑賞者の視線はすぐそばに見える前景から、いくつかの家屋、岩、緑の多くの色合いで形成された植生を経由して城に導かれる。斜めに画面奥へ伸びる密集した山々と、舞台袖の大道具にも似た前景両端の岩と木は一世代前の画家の構図を思わせるが、ファン・ロイスダールの空間の明快さは、強い色彩、筆遣いの力強さ、そしてほとんど圧倒的ともいえる豊富なディテールを備えた近景を、風景の最も遠い部分とともに、一貫した全体の中に統合する方法と同様に新しいものである。
画面左前景の岩にモノグラムによる署名と日付が描き込まれている。

## 来歴
本作品は美術史家ジョン・スミスによると、当時のベントハイム伯爵のために制作されたバージョンで、1世紀以上もの間ベントハイム伯爵家で相続された。その後、絵画がベントハイム伯爵家を離れた経緯は不確かだが、19世紀にイギリスに持ち込まれ、1815年までに政治家ウィリアム・スミス、1835年までにケント州トンブリッジの貴族トーマス・キーブル（Thomas Kebble）の手に渡った。絵画は1856年に売却されたのち、おそらく1895年から1906年の間に、南アメリカのダイヤモンドと金鉱の採掘と発展に貢献した実業家・慈善家アルフレッド・ベイトによって購入された。アルフレッド・ベイトが1906年に死去すると、絵画は弟である初代準男爵オットー・ベイトに相続された。さらに1930年にオットーが死去すると、息子であり政治家・美術収集家の第2代準男爵アルフレッド・ベイト卿に相続された。その後、1987年にアルフレッド夫妻によって絵画コレクション（Beit Collection）とともにアイルランド国立美術館に寄贈された。

## ギャラリー

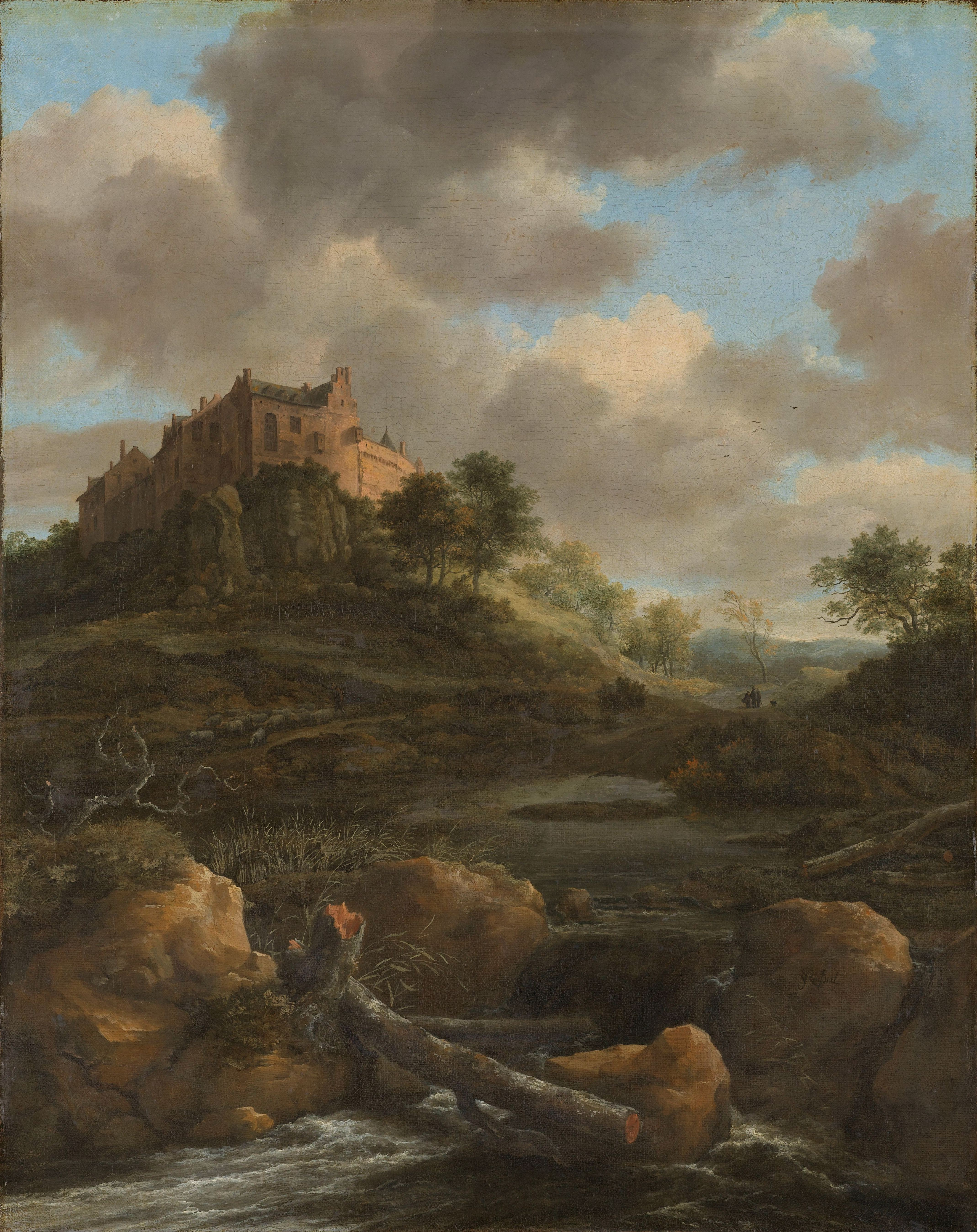
1650年から1682年の間 アムステルダム国立美術館所蔵
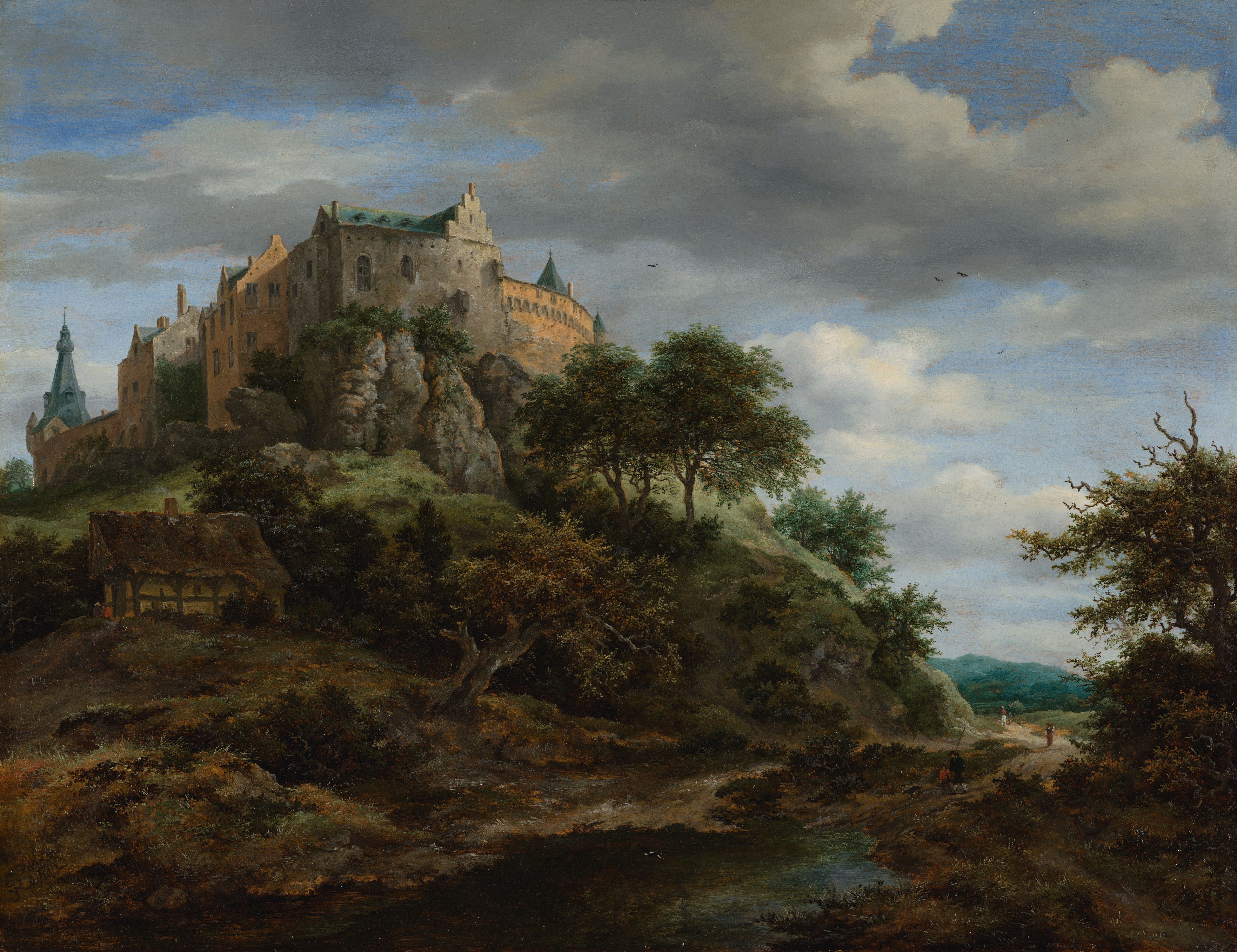
1652年-1654年頃 マウリッツハイス美術館所蔵
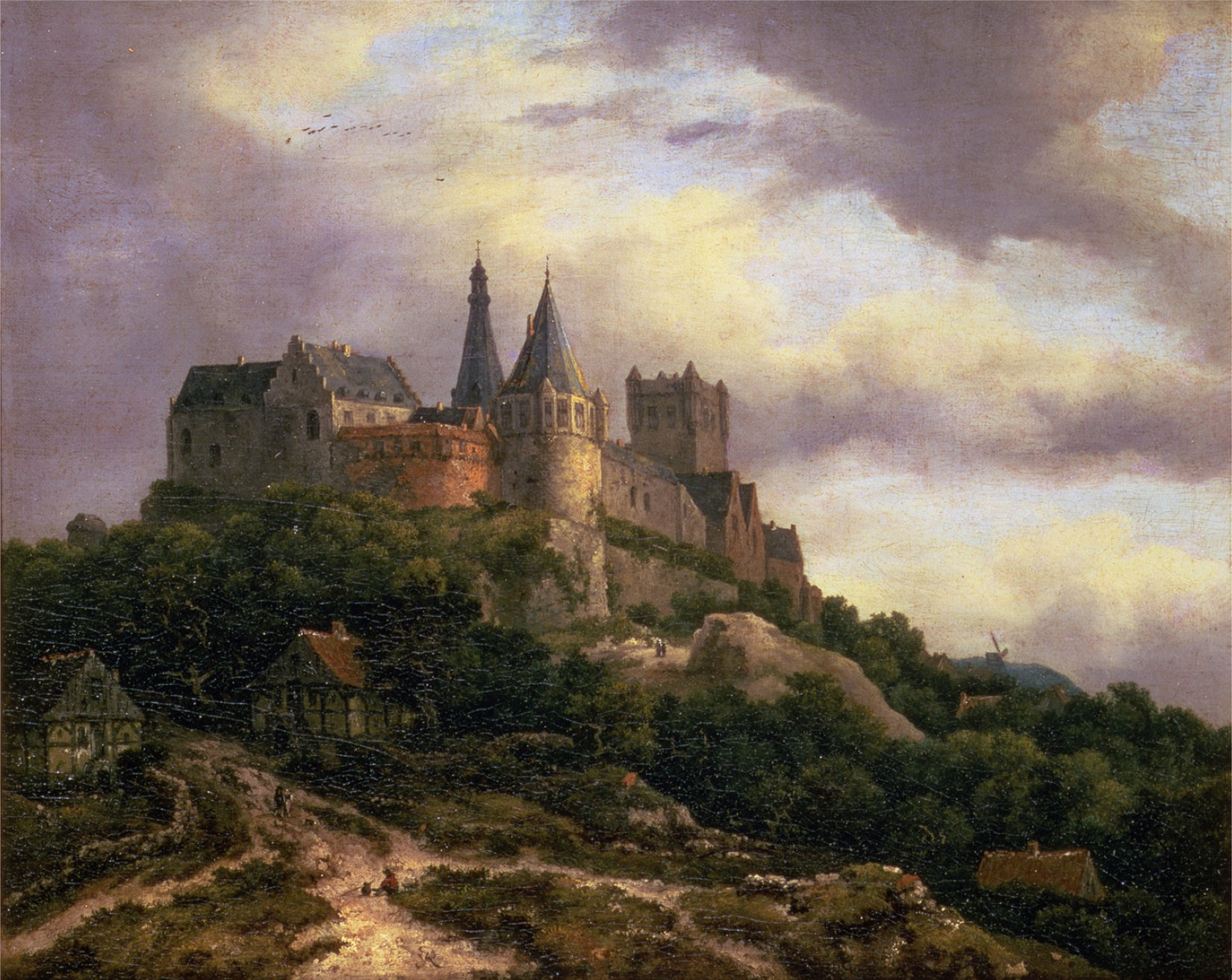
1650年代半ば ギルドホール・アート・ギャラリー所蔵